# Telmo Romero
Telmo Romero (c. San Antonio del Táchira, Venezuela, 1846-Caracas, 7 de agosto de 1887) fue un brujo yerbatero y escritor venezolano. Durante la presidencia de Joaquín Crespo, Romero tuvo una influencia importante con Crespo y su familia.

## Biografía
La breve carrera de Romero empieza en 1884, durante la primera presidencia de Joaquín Crespo. Mientras acompañaba al general Víctor Barret de Nazaris, quien iba a solicitarle permiso a Crespo para solicitar permiso para arrear su ganado desde el río Orinoco hasta la frontera del estado Táchira, Romero conoce que el hijo del presidente padece una enfermedad grave y aparentemente incurable. Romero se inmiscuye, y ante la impotencia de los médicos los padres acceden a confiar en Telmo. Sus pócimas consiguen que el niño se recuperara, y posteriormente Romero se convertiría en el curandero oficioso de la casa presidencial y en una reconocida figura nacional.
El mismo año publicó el libro «El bien general» por cuenta del gobierno, donde describe los secretos de sus pócimas para curar «los males del cuerpo y del alma». Los ejemplares se agotaron rápidamente.
El 1 de julio de 1884 firmó un contrato con el ejecutivo nacional en el que se le encomienda la dirección del Hospital de Lázaros de Caracas y del Manicomio Nacional de Los Teques. Romero procede a aplica supuestos conocimientos médicos que afirma haber adquirido de un piache indio del lado opuesto de la frontera tachirense. Imitando la práctica en hospitales europeos de intentar curar la locura catatónica hundiendo una aguja de acero en el cráneo del paciente con el propósito de causar una reacción, Romero se dispuso a clavetear sistemáticamente las cabezas de los pacientes del manicomio. Telmo aseguró haber hecho curaciones entre los pacientes mentales y entre los leprosos del lazareto.
El apoyo de sus partidarios y la gratitud del presidente Crespo le permitieron poder viajar a Estados Unidos para recibir un doctorado en medicina en Boston, en una institución docente que supuestamente se dedicaba a distribuirlos sin insistir mucho en la calidad académica de  los candidatos al título.
En la Universidad Central de Venezuela circuló un rumor que sostenía que Telmo Romero sería nombrado como rector de la casa de estudios. Los estudiantes organizaron un auto de fe, y para antagonizar a Joaquín Crespo (y mediante él a Antonio Guzmán Blanco) quemaron ejemplares el libro «El bien general» al pie de la estatua de José María Vargas en el patio de la universidad. El trasfondo de la protesta fue contra la incompatibilidad entre la ciencia médica y la práctica sin fundamento científico de Romero. La carrera de Telmo terminaría con la presidencia de Crespo en 1886. Despojado de sus cargos, al año siguiente murió de tuberculosis.